# 襄城郡 (东晋)
襄城郡，中国东晋时设置的郡。
今河南省襄城县的襄城郡被后赵占据，东晋晋元帝侨置襄城郡，属扬州。治所在繁昌县（今安徽省芜湖市繁昌县东北）。晋孝武帝太元年间废襄城郡。